# Trachelopachys magdalena
Trachelopachys magdalena là một loài nhện trong họ Trachelidae.
Loài này thuộc chi Trachelopachys. Trachelopachys magdalena được Norman I. Platnick miêu tả năm 1975.